# Ладини
Ладини, Ладіни (ладин. Ladins, нім. Ladiner, італ. Ladini) — етнічна спільнота, що входить до ретороманської групи.

## Загальні дані
Ладинці переважно мешкають на півночі Італії, у провінціях Больцано, Тренто та Беллуно, в п'яти долинах: Ґардені, Бадії, Фасса, д'Ампеццо та Лівіналлонґо. 

Ладинський прапор

Також ладини мешкають у східній частині Швейцарії, кантон Ґраубюнден долина Енґадін. У Південному Тиролі ладини складають 4,53 % населення.
Віруючі — кальвіністи у Швейцарії та католики в Італії. За походженням ладини — нащадки ретів, романізованих в перших століттях н. е.
Неофіційною столицею ладин є містечко Корвара-ін-Бадія.

## Історія
Термін «ладини» виник в середині XIX століття завдяки працям італійського лінгвіста Ґраціадіо Ісайя Асколі, який у своїй праці «Saggi ladini» (1873) вперше написав про єдиність ладинської мовної групи Ґраубюндена (Швейцарія), Фріулі (Італія) та Південного Тіролю (Австрія; нині - Італія).
У 1870 році було утворена  організація «Ладинська нація» (ладин. «Nazium Ladina»), а в 1905 році «Ладинська Спілка» (ладин. «Union Ladina»), які об'єднували ладин у боротьбі за їхні культурні та мовні права. Нині найвпливовішою серед ладин є громадська організація «Загальна спілка ладин Доломітових Альп» ладин. «Union Generela di Ladins dla Dolomites»).

## Мова
Розмовляють Ладинською мовою, яка входить у ретороманські мови, в Швейцарії користуються також німецькою мовою, в Італії — італійською та німецькою. 

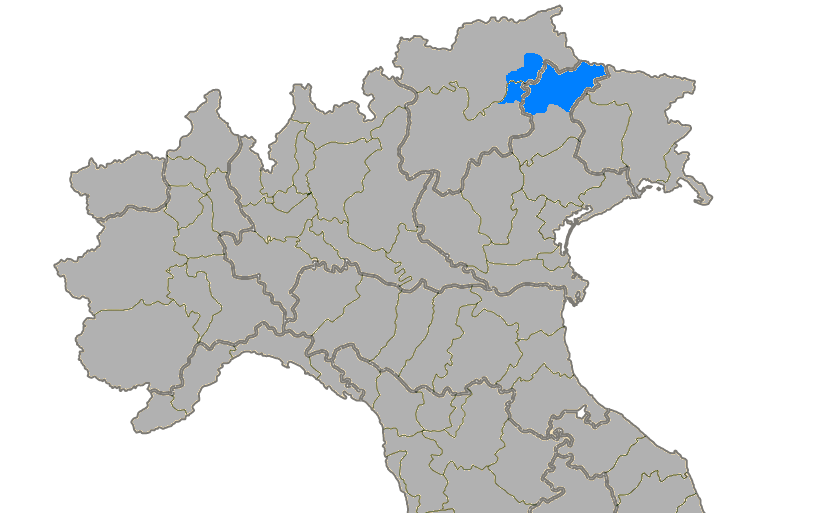
Мапа поширення Ладинської мови в Італії

Перший текст ладинською мовою, бадіотським діалектом, датується 1631 року. У 1833 році Мікура де Рю склав першу ладинську граматику «Versuch einer deutsch ladinischen Sprachlehre». У 1879-1895 роках Йоганн Баптист Альтон (1845-1900) опублікував збірку ладинських історій та легенд, що складалася з семи книг. 
У 1905 році Вільгельм Мородер випускав в Ґардені ладинською мовою часопис «L'amik di Ladins». 1815 та 1865 роках в Південному Тіролі ладинською мовою було надруковано молитовник, а в 1879 році Маттеусом Декларом було видано життєпис Святого Женовева.
У другій половині XIX століття австрійське шкільне відомство дозволило вивчати ладинською мовою Біблію у школах долини Ґардена.
З приходом до влади Беніто Муссоліні була запроваджена політика італьянізації, яка значно погіршила становище ладинської мови — її усунули зі сфер культури, освіти, судочинства, послуг, засобів масової інформації та замінили італійською. 
У 1948 році був ухвалений автономний статут регіону Трентіно-Альто-Адідже, який передбачав об'єднання провінції Больцано з італомовною провінцією Тренто. Відповідно до статуту, більшість автономних повноважень делегувались регіону, в якому більшість населення становили італійці. Таким чином ладинці виключалися з процесу прийняття рішень. У 1972 році був прийнятий новий статут автономного регіону, який передбачав надання політичних та культурних прав ладинам з одночасним розширенням автономії провінції Больцано шляхом делегування органам провінції повноважень держави та регіону. У лютому 2001 року була ухвалена нова редакція статуту, яка спрямована на подальше розширення автономії Південного Тіролю та Тренто, повноваження яких на цей момент значно ширші за повноваження автономного регіону. 
У 1949 році почала виходити щомісячна газета ладинською мовою «Ми ладини» (ладин. «Nos Ladims»), 1972 році газета перейменована на «Голос Ладин» (ладин. «La Usc Ladins»). З 1990 року газета стала щотижневиком.
Для збереження, підтримання та поширення ладинської мови, у 1975-1976 роках, створено три інститути ладинської культури: «Інститут ладинської культури Majon de Fascegn» для долин Валь і Фасса у містечку Віґо-ді-Фасса, «Інститут ладинської культури Мікура де Рю» для долин Ґардена і Бадіа, знаходиться у містечку Сан-Мартіно-ін-Бадія та Інститут ладинської культури «Cesa de Jan» для муніципалітетів Колле-Санта-Лучія, д'Ампеццо та Лівіналлонґо (долин Аґордо, Кадоре, Комеліко та Цольдо) у провінції Беллуно. 
Ладинска визнана міноритарною мовою у 54 комунах провінцій Трентіно-Альто-Адідже та Фріулі-Венеція-Джулія. З 1989 року в адміністрації провінції Больцано ладинська мова є обов'язковою. У 1993 році ладинська є обов'язковою у долині Фасса. У провінції Тренто з 1993 року ладинська використовується у дитсадках, та є обов'язковою для вивчення у школах. Радіо міста Больцано щодня робить дві передачі по 20-25 хвилин уранці й увечері ладинською мовою.

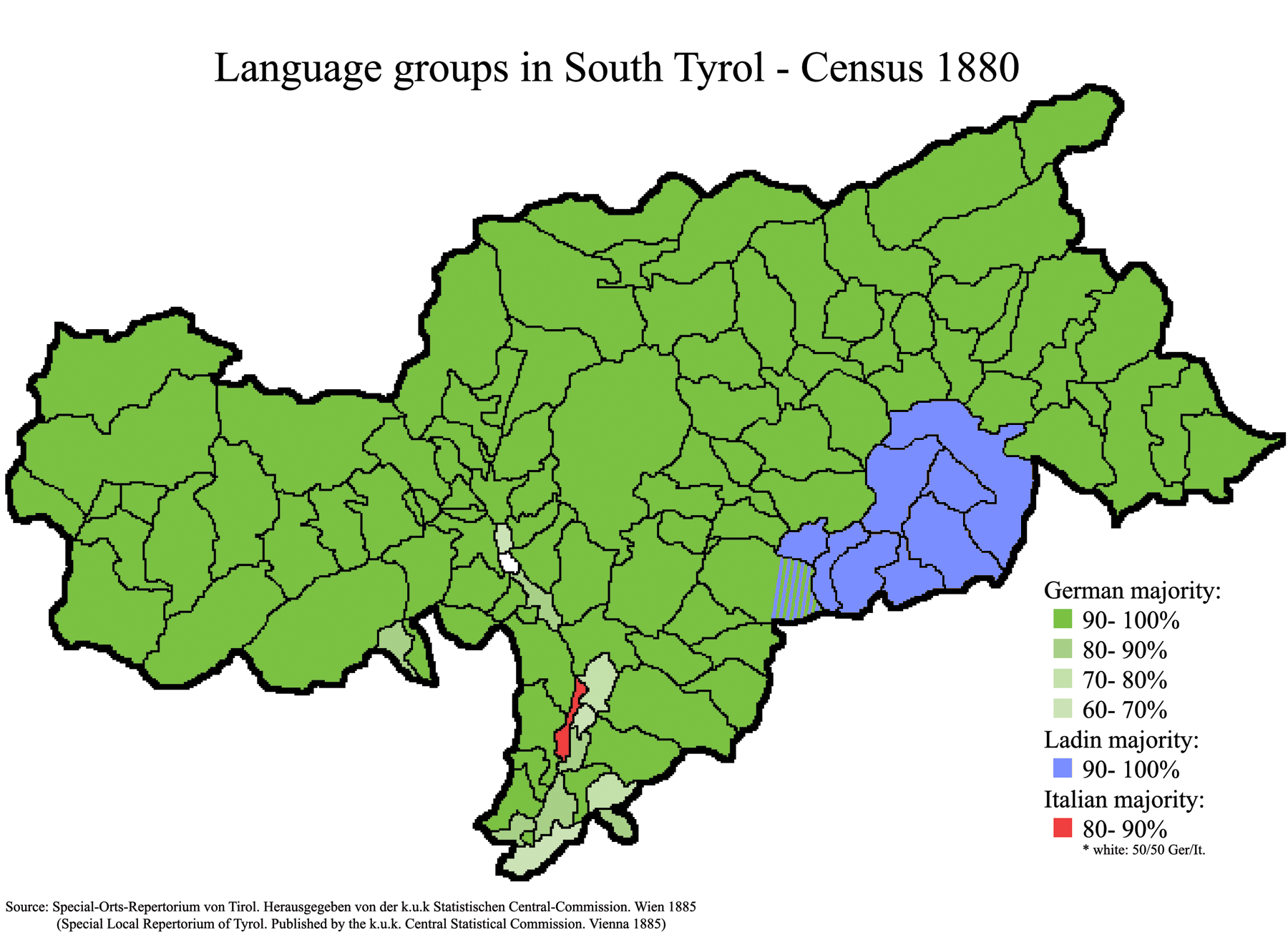
Мовна ситуація у Південному Тіролі, 1888 рік.
Ладинська мова
Німецька мова
Італійська мова

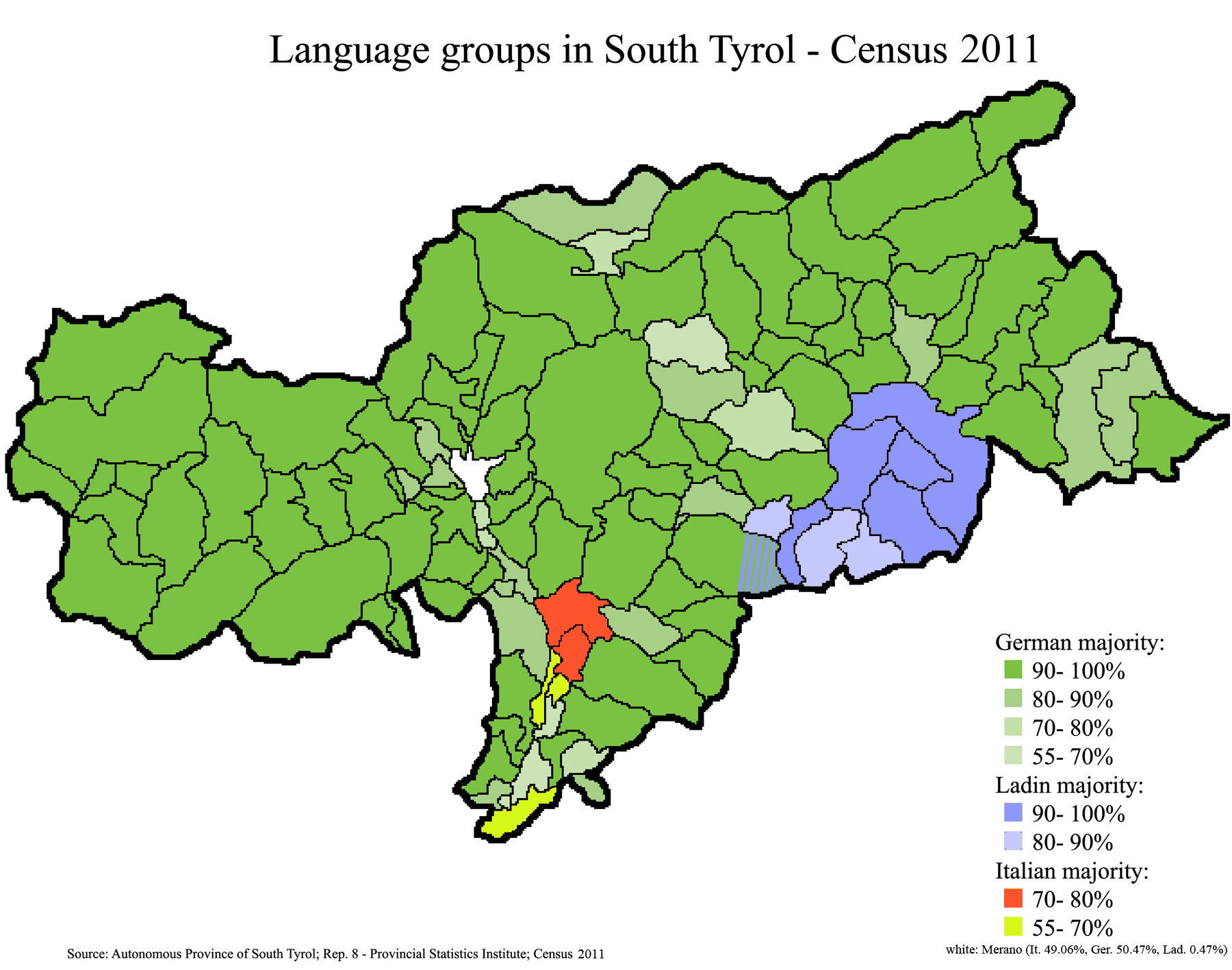
Мовна ситуація у Південному Тіролі, 2011 рік.
Ладинська мова
Німецька мова
Італійська мова

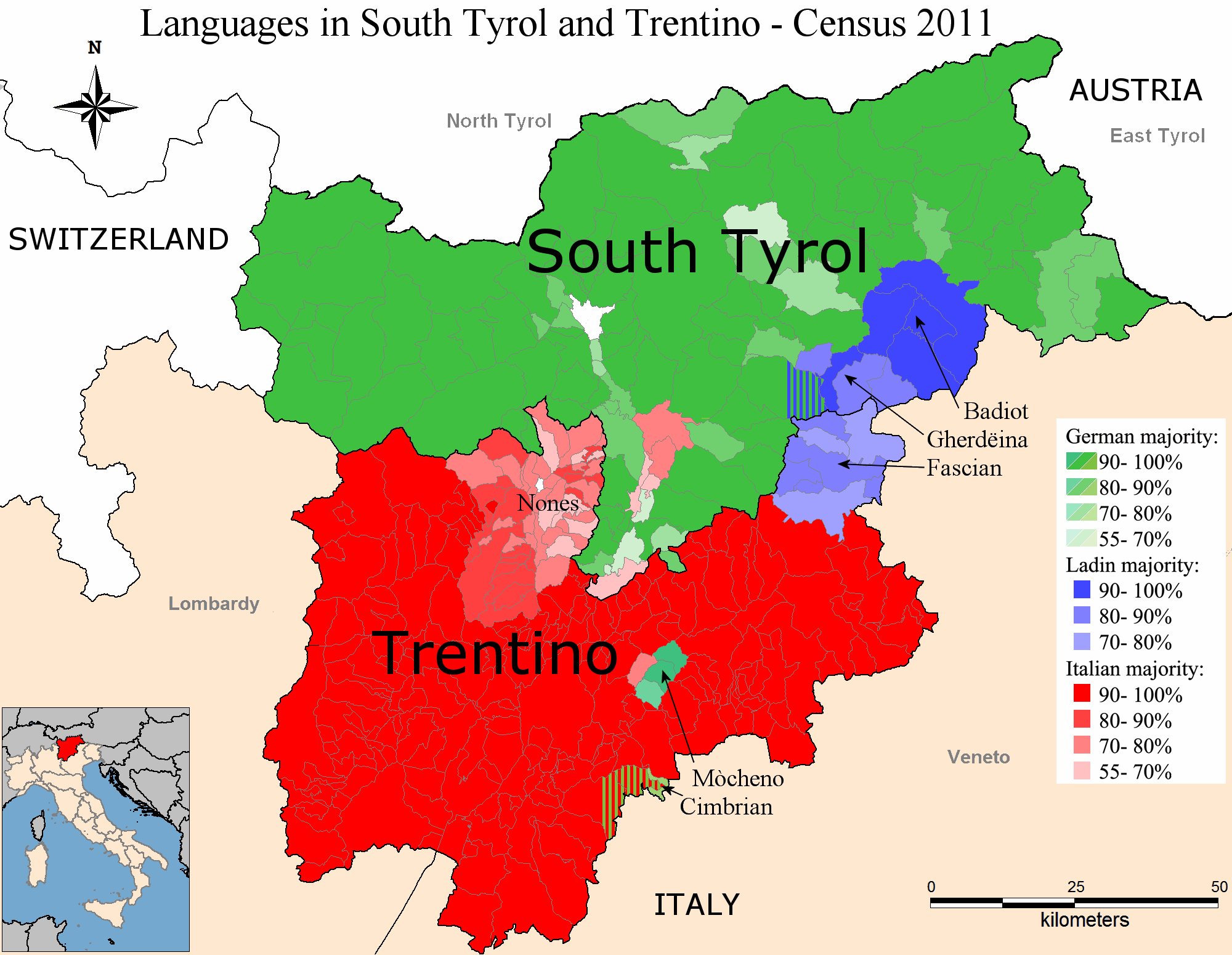
Мовна ситуація у Південному Тіролі та Трентіно, 2011 рік.
Ладинська мова
Німецька мова
Італійська мова

## Чисельність ладин за муніципалітетами[9]
| Назва(укр.)                    | Назва(ладин.)            | Назва(італ.)                 | Назва(нім.)             | Провінція | Площа (км²) | Чисельність    |
| ------------------------------ | ------------------------ | ---------------------------- | ----------------------- | --------- | ----------- | -------------- |
| Кортіна-д'Ампеццо              | Anpezo                   | Cortina d’Ampezzo            | Hayden                  | Беллуно   | 255         | 6,150 (15,6%)  |
| Ортізеї                        | Urtijëi                  | Ortisei                      | St. Ulrich in Gröden    | Больцано  | 24          | 4,569 (84,19%) |
| Бадія                          | Badia                    | Badia                        | Abtei                   | Больцано  | 82          | 3,237 (94,07%) |
| Мареббе                        | Mareo                    | Marebbe                      | Enneberg                | Больцано  | 161         | 2,684 (92,09%) |
| Моена                          | Moéna                    | Moena                        | Moena                   | Тренто    | 82          | 2,628 (78,8%)  |
| Сельва-ді-Валь-Ґардена         | Sëlva                    | Selva di Val Gardena         | Wolkenstein in Gröden   | Больцано  | 53          | 2,589 (89,74%) |
| Поцца-ді-Фасса                 | Poza                     | Pozza di Fassa               | Potzach im Fassatal     | Тренто    | 73          | 1,983 (82,6%)  |
| Канацеї                        | Cianacei                 | Canazei                      | Kanzenei                | Тренто    | 67          | 1,844 (79,7%)  |
| Санта-Кристіна-Вальґардена     | Santa Cristina Gherdëina | Santa Cristina Valgardena    | St. Christina in Gröden | Больцано  | 31          | 1,840 (91,40%) |
| Сан-Мартіно-ін-Бадія           | San Martin de Tor        | San Martino in Badia         | St. Martin in Thurn     | Больцано  | 76          | 1,727 (96,71%) |
| Лівіналлонґо-дель-Коль-ді-Лана | Fodom                    | Livinallongo del Col di Lana | Buchenstein             | Беллуно   | 99          | 1,436 (54,3%)  |
| Корвара-ін-Бадія               | Corvara in Badia         | Corvara                      | Kurfar                  | Больцано  | 42          | 1,266 (89,70%) |
| Ла-Валле                       | La Val                   | La Valle                     | Wengen                  | Больцано  | 39          | 1,251 (97,66%) |
| Віґо-ді-Фасса                  | Vich                     | Vigo di Fassa                | Vig im Fassatal         | Тренто    | 26          | 1,142 (87,7%)  |
| Кампітелло-ді-Фасса            | Ciampedèl                | Campitello di Fassa          | Kampidel im Fassatal    | Тренто    | 25          | 732 (82,2%)    |
| Сораґа                         | Sorèga                   | Soraga                       | Überwasser              | Тренто    | 19          | 677 (85,5%)    |
| Маццин                         | Mazin                    | Mazzin                       | Mazzin                  | Тренто    | 23          | 440 (77,3%)    |
| Колле-Санта-Лучія              | Col                      | Colle Santa Lucia            | Verseil                 | Беллуно   | 15          | 418 (50,6%)    |

## Цікаво
Від «ладини» походить назва у геології Ладинський ярус.

## Відомі ладини
- Тоні Валеруз[de] — італійський альпініст та екстремальний лижник.
- Ґілберт та Джордж[de] — британські художники-авангардисти.
- Крістіан Ґедіна[en] — італійський автогонщик та колишній гірськолижник.
- Марко Інсам[en] — італійський хокеїст.
- Деніз Карбон[en] — італійська гірськолижниця.
- Кароліна Костнер — італійська фігуристка.
- Джорджо Мородер — італійський композитор, продюсер та виконавець.
- Отто Мородер[de] — австрійський скульптор.
- Етторе Соттсасс[en] — італійський архітектор та дизайнер.
- Сьюзі Роттонара[de] — ладинська співачка.
- Алексія Рунґґальдір — ладинська біатлоністка.
- Луїс Тренкер[de] — німецький кінорежисер та фотограф.
- Йосип Фрайнадемец[de]— католицький святий.